# Az ifjúság sólyommadár
Az ifjúság sólyommadár a Ghymes együttes legelső nagylemeze 1988-ból, amely Csehszlovákiában jelent meg. A hanglemezen található dalok a felvidéki magyarság népzenei hagyományait idézi fel: Bartók Béla, Kodály Zoltán, Lajtha László, Manga János és kortárs gyűjtők által rögzített, nagyobb részt vokális anyagból.

## Kiadásai
- 1988 LP

## Dalok
1. Apor Lázár tánca Archiválva 2006. június 23-i dátummal a Wayback Machine-ben – 1:48
2. Csallóközi táncok Archiválva 2006. június 23-i dátummal a Wayback Machine-ben – 4:12
3. Madari böjti leánytánc Archiválva 2006. június 23-i dátummal a Wayback Machine-ben – 4:10
4. Martosi táncok Archiválva 2006. június 23-i dátummal a Wayback Machine-ben – 6:37
5. Csallóközi ugrósok Archiválva 2006. június 23-i dátummal a Wayback Machine-ben – 3:12
6. Ipoly menti népdalok Archiválva 2006. június 23-i dátummal a Wayback Machine-ben – 4:33
7. Száztalléros katonának Archiválva 2006. június 23-i dátummal a Wayback Machine-ben – 4:12
8. Zobor vidéki népdalok Archiválva 2006. június 23-i dátummal a Wayback Machine-ben – 2:16
9. Nyitra vidéki dudanóták Archiválva 2006. június 23-i dátummal a Wayback Machine-ben – 5:50
10. Áji népdalok Archiválva 2006. június 23-i dátummal a Wayback Machine-ben – 2:28
11. Bodrogközi ugrós Archiválva 2006. június 23-i dátummal a Wayback Machine-ben – 2:28
12. Táncok a szilicei fennsíkról Archiválva 2006. június 23-i dátummal a Wayback Machine-ben – 4:02

Zenei feldolgozás
- Simó József (1)
- Ág Tibor (2-4, 8, 10, 12)
- Szarka Gyula (5, 9)
- Szarka Tamás (5, 7, 9, 11, 12)
- Morávek Róbert (6)
- Buják Andor (7,9)
- Béhr László (11)

## Az együttes tagjai
- Szarka Tamás – hegedű, koboz, ének
- Szarka Gyula – bőgő, tökcitera, ének
- Buják Andor – kontra, klarinet, tárogató, ének
- Bohus Zoltán – kontra, dob, ének
- Béhr László – cimbalom, dob, ének
- Écsi Gyöngyi – szóló ének

Közreműködött:
- Juhász Zoltán – duda
- Morávek Róbert – citera, furulya
- Borka László – citera
- Kaluz Árpád – csörgődob
- Ifjú Szívek tánckara